# Fernando Lima
Fernando Lima (n. 7 mai 1975, Buenos Aires, Argentina) este un cântăreț de origine Spaniolă
La 10 ani s-a mutat în Madrid, Spania. El a completat apoi o diplomă în voce și saxofon la San Lorenzo del Escorial, la Madrid, unde a primit "Paloma O'Shea" bursă pentru a participa la un program de absolvent Reina Sofia.
Când Lima a avut de 21 de ani s-a mutat la Londra, Anglia să-și continue studiile de doctorat în Barroque și muzica de operă în stil renascentist și la Trinity College of Music; el s-a alăturat, de asemenea, cu Monteverdi Corul. În 2007 el a semnat un contract cu EMI Classics / IME Latina.
Piesa lui „Pasion” este tema cântec din telenovela mexican cu același nume; piesa este, de asemenea, un duet cu cantareata soprană Sarah Brightman. Albumul de debut a fost lansat pe 02.05.2008.

## Discografie

### Albume
- Pasión (2008)

### Single
- „Pasión” (cu Sarah Brightman) (2007)